# Bardu
Bardu ist eine Kommune im norwegischen Fylke Troms. Die Kommune hat 3961 Einwohner (Stand: 1. Januar 2025). Verwaltungssitz ist die Ortschaft Setermoen.

## Geografie

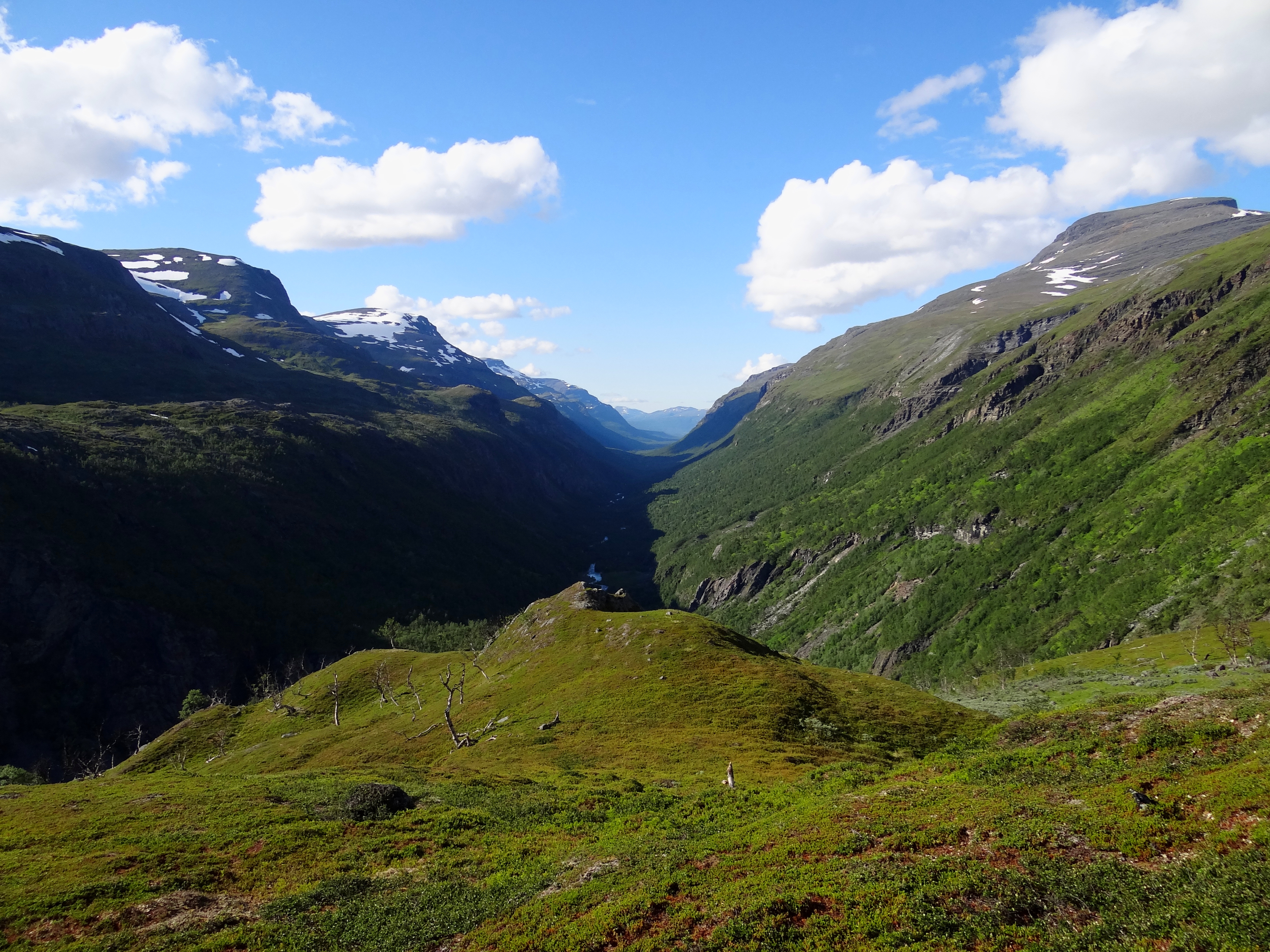
Sørdalen im Rohkunborri-Nationalpark

Die Gemeinde grenzt im Südwesten an Narvik, im Westen an Lavangen und Salangen, im Nordwesten an Sørreisa und im Norden an Målselv. Die Süd- und Ostgrenze bildet zugleich die Grenze zwischen Norwegen und Schweden. Das Gebiet im Süden der Kommune gehört zum Rohkunborri-Nationalpark. Im Südosten von Bardu liegt der Stausee Altevatnet, von dessen westlichem Ufer fließt der Fluss Barduelva (nordsamisch: Álddesjohka) Richtung Nordwesten und mündet schließlich Nahe der Grenze zu Målselv in die Målselva. Weiter westlich liegt das Tal Salangsdalen, durch das die Salangselva fließt. Die höchste Erhebung ist der Rohkunborri (Bihppáš) mit einer Höhe von 1659 moh.

## Einwohner
Das besiedelte Gebiet verteilt sich vor allem auf die Täler, wobei die höchste Konzentration um das Verwaltungszentrum Setermoen im Westen besteht. Die Fläche im Südosten Bardus ist hingegen unbewohnt. Setermoen ist der einzige sogenannte Tettsted, also die einzige Ansiedlung, die für statistische Zwecke als eine städtische Siedlung gewertet wird. Zum 1. Januar 2024 lebten dort 2540 Einwohner. Zwischen den 1950er- und 1970er-Jahren kam es zu einem größeren Bevölkerungsanstieg, nachdem sich in Setermoen das Militär niederließ.
Die Einwohner der Gemeinde werden Bardudøl genannt. Bardu hat weder Nynorsk noch Bokmål als offizielle Sprachform, sondern ist in dieser Frage neutral.
| Jahr          | 1986 | 1990 | 1995 | 2000 | 2005 | 2010 | 2015 | 2020 | 2025 |
| ------------- | ---- | ---- | ---- | ---- | ---- | ---- | ---- | ---- | ---- |
| Einwohnerzahl | 4048 | 3890 | 3832 | 3889 | 3874 | 3949 | 4078 | 4005 | 3961 |

## Geschichte

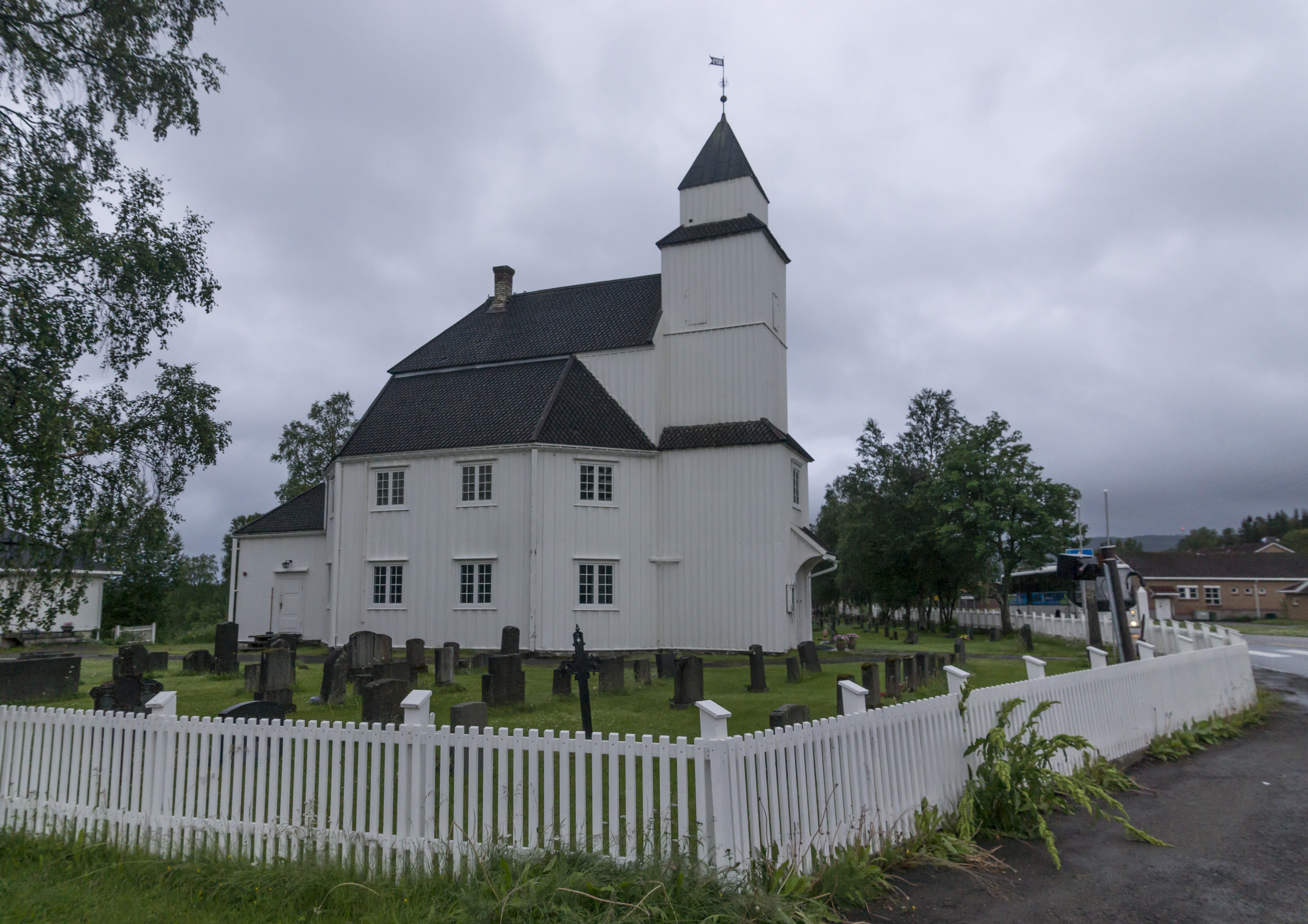
Holzkirche Bardu kirke

Die dauerhafte Besiedlung der Gemeinde begann erst am Ende des 18. Jahrhunderts. Auf Initiative von Vogt Jens Holmboe wurde das Gebiet vor allem mit Menschen aus den ostnorwegischen Gegenden Østerdalen und Gudbrandsdalen und später auch aus Trøndelag besiedelt. Dadurch wurde sowohl der Dialekt als auch die Ortsnamen und Gebäude stark von den in den Herkunftsgebieten gebräuchlichen Traditionen geprägt. Die achteckige Holzkirche Bardu kirke wurde im Jahr 1829 nach Vorbild der Kirche in Tynset gebaut. Die Kommune Bardu entstand im Jahr 1854, als sie von der damaligen Gemeinde Ibestad ausgegliedert wurde. Sie hatte zu diesem Zeitpunkt 757 Einwohner.

## Wirtschaft und Infrastruktur

### Verkehr
Im Westen der Gemeinde verläuft die Europastraße 6 (E6) in Nord-Süd-Richtung und führt unter anderem durch Setermoen. Die Straße stellt unter anderem die Verbindung nach Narvik her. Im Salangsdalen zweigt der Fylkesvei 851 ab und führt in die Nachbargemeinde Salangen. Etwas nördlich der Kommune befindet sich der Flughafen Bardufoss.

### Wirtschaft
Die öffentliche Verwaltung, dabei im Besonderen das norwegische Heer, ist der größte Arbeitgeber der Kommune. Die industrielle Produktion spielt hingegen eine weit geringere Rolle. In der Landwirtschaft dominiert die Milchviehwirtschaft sowie der Kartoffelanbau. Zudem ist die Forstwirtschaft von Bedeutung. Entlang der Barduelva befinden sich vier Flusskraftwerke, was Bardu zu einem wichtigen Stromproduzenten macht. Die Berge um das Altevatnet sind ein bei Touristen beliebtes Ferienziel. Im Jahr 2019 arbeitete der Großteil der Arbeitstätigen in der Gemeinde Bardu selbst, ein eher geringer Anteil pendelte in umliegende Kommunen wie Målselv.

### Zoo
In der Kommune Bardu liegt mit dem Polar Park der nördlichste Tierpark der Welt. Es sind in dem Zoo nur nordische Wildtiere zu sehen, die in dieser Region auch heimisch sind.

## Wappen
Das seit 1980 offizielle Wappen der Kommune zeigt einen schwarzen Vielfraß auf goldenem Hintergrund. Es soll auf den in der Gemeinde lebenden Stamm hinweisen.

## Persönlichkeiten
- Ole Hegge (1898–1994), Skilangläufer
- Lars Erik Bjørnsen (* 1982), Handballspieler